# Efringen-Kirchen
Efringen-Kirchen is de meest westelijke gemeente van de Duitse deelstaat Baden-Württemberg, en maakt deel uit van het Landkreis Lörrach.
Efringen-Kirchen telt 8.697 inwoners.
De gemeente is in 1942 ontstaan door een fusie van de dorpen Efringen en Kirchen. In 1974 werden acht voorheen zelfstandige gemeenten aan de gemeente Efringen-Kirchen toegevoegd. Sindsdien bestaat de gemeente uit negen zogenaamde Ortsteile: 
- Blansingen
- Efringen-Kirchen
- Egringen
- Huttingen
- Istein
- Kleinkems
- Mappach
- Welmlingen
- Wintersweiler

## Foto's

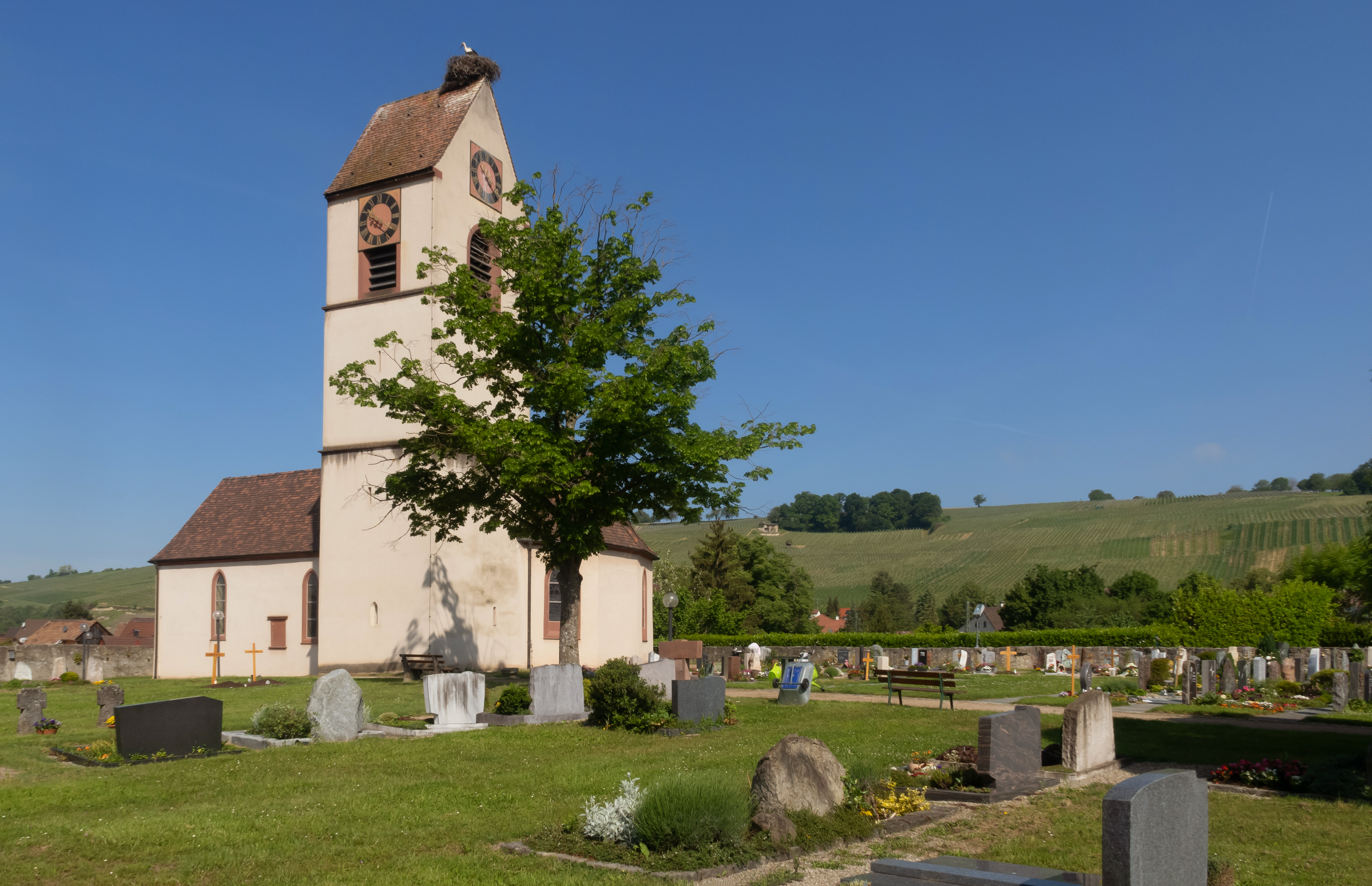
Efringen, de evangelische kerk
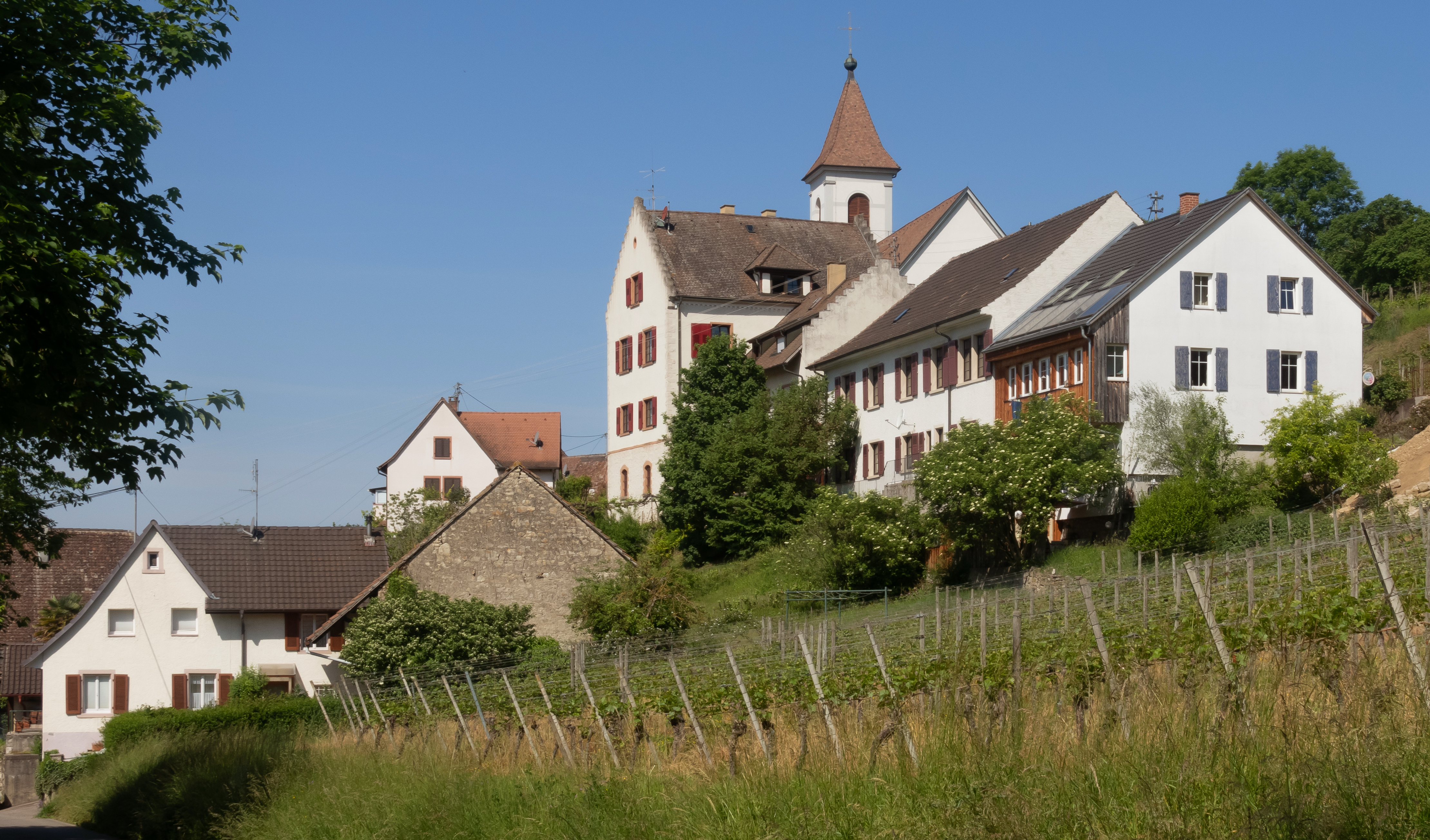
Istein, kerktoren in straatzicht
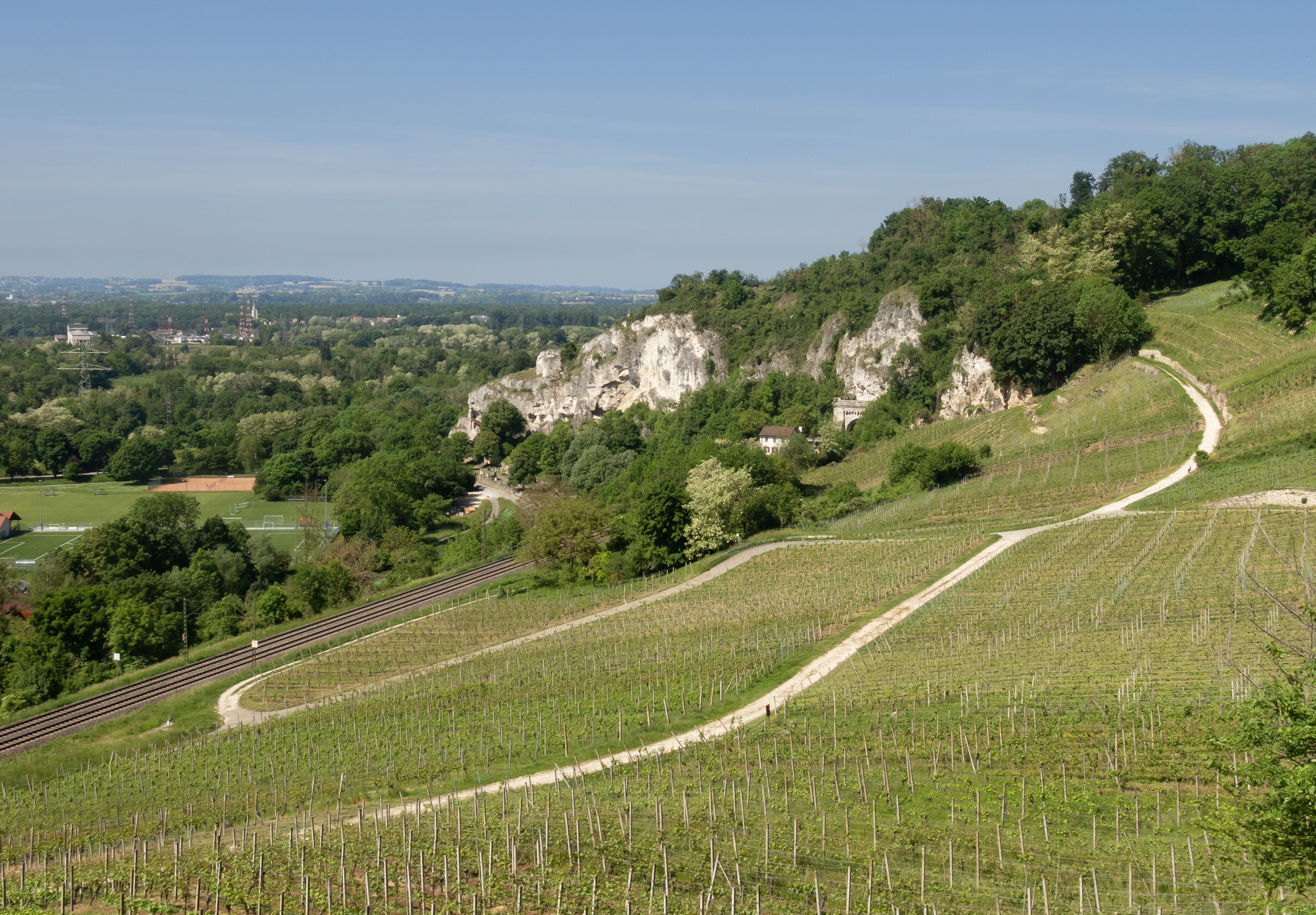
Tussen Istein en Huttingen, panorama over de wijngaarden
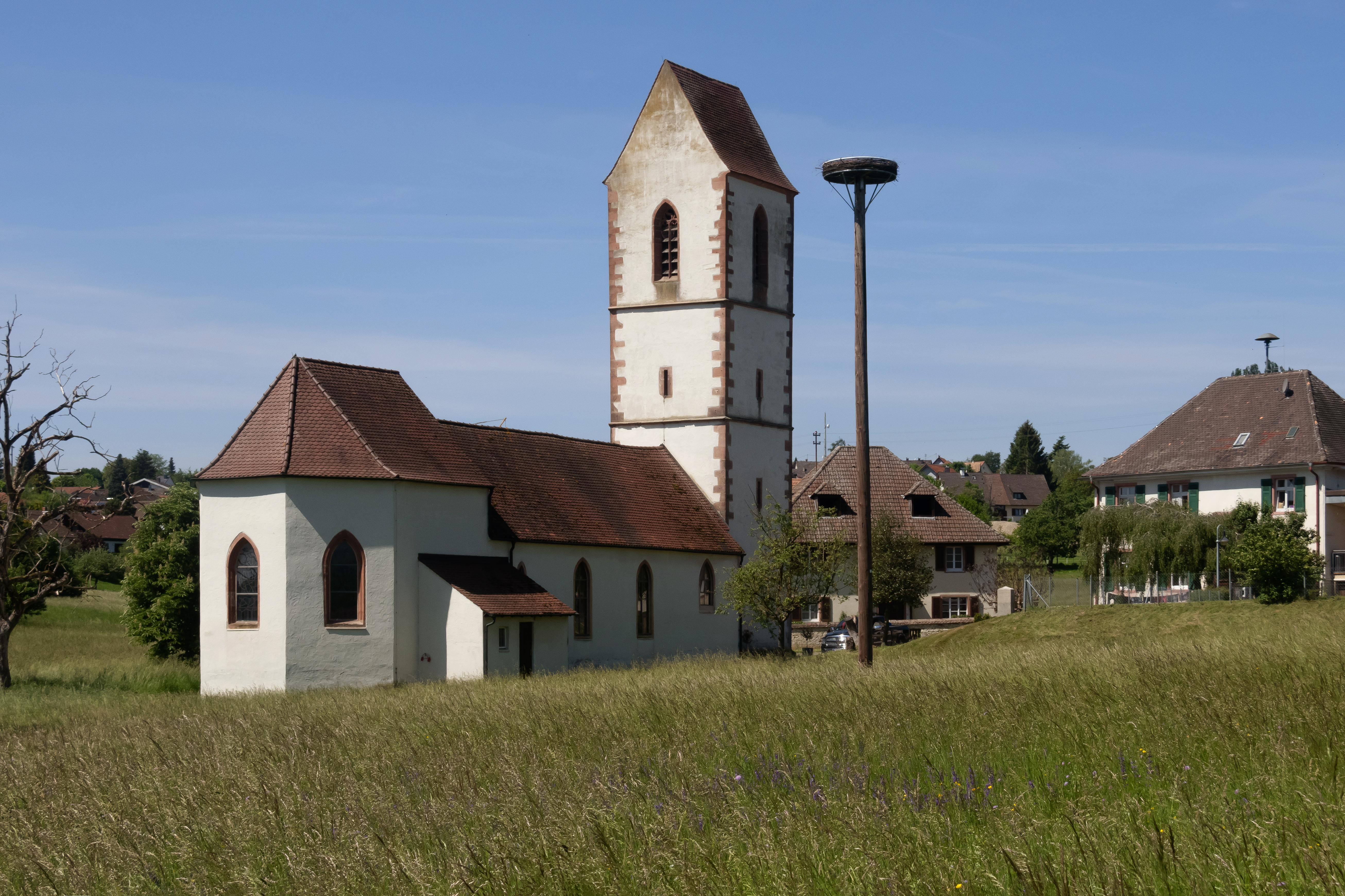
Blansingen, kerk: de Peterskirche

Aitern ·
Bad Bellingen ·
Binzen ·
Böllen ·
Efringen-Kirchen ·
Eimeldingen ·
Fischingen ·
Fröhnd ·
Grenzach-Wyhlen ·
Häg-Ehrsberg ·
Hasel ·
Hausen im Wiesental ·
Inzlingen ·
Kandern ·
Kleines Wiesental ·
Lörrach ·
Malsburg-Marzell ·
Maulburg ·
Rheinfelden ·
Rümmingen ·
Schallbach ·
Schliengen ·
Schönau im Schwarzwald ·
Schönenberg ·
Schopfheim ·
Schwörstadt ·
Steinen ·
Todtnau ·
Tunau ·
Utzenfeld ·
Weil am Rhein ·
Wembach ·
Wieden ·
Wittlingen ·
Zell im Wiesental